# Воронков, Николай (пловец)
Николай Воронков (1883, Вильна — неизвестно) — российский пловец. Участник летних Олимпийских игр 1912 года.

## Биография
Николай Воронков родился в 1883 году в российском городе Вильна (сейчас литовский город Вильнюс).
Был воспитанником петербургской Шуваловской школы плавания. Был чемпионом России по плаванию.
В 1912 году вошёл в состав сборной России на летних Олимпийских играх в Стокгольме. В плавании на 400 метров вольным стилем не сумел закончить четвертьфинал. Также был заявлен на дистанциях 1500 метров вольным стилем, 200 и 400 метров брассом, но не вышел на старт.
О дальнейшей жизни данных нет.